# Autobus de Montauban
Les Transports du Grand Montauban est le réseau d'autobus desservant la ville de Montauban et le Grand Montauban, exploité par la SEMTM (faisant partie du groupe Transdev). Le réseau a été totalement restructuré en septembre 2018 et en juillet 2024. Il compte alors 9 lignes régulières desservant Montauban et deux communes de la proche banlieue, 20 lignes péri-urbaines desservant l'ensemble de l'agglomération, 7 navettes spéciales entre pôles d'échanges et enfin 5 lignes de TAD (transports à la demande).

## Histoire

### Origine
Depuis le 1er avril 2006, les Transports Montalbanais sont rattachés à la SEMTM, dans le cadre d’une délégation de service public d'une durée de 6 ans, déjà renouvelée le 1er janvier 2013 et qui s'est termine le 31 décembre 2022 et a repris jusqu'en 2031.
Jusqu'au 1er septembre 2013, le réseau de bus urbains montalbanais s'appelait Hespérides. Ce nom avait été choisi en hommage à Antoine Bourdelle – né à Montauban en 1861 – et à sa célèbre sculpture Héraklès archer, ainsi qu'aux fameux vergers montalbanais, le onzième des douze travaux d'Hercule consistant à récupérer les fruits d’or d’un pommier dans le jardin des Hespérides. Le réseau avait pour slogan : Hespérides me simplifie la ville.

### Évolution du parc
Au cours de l'année 2007, le réseau se voit renouveler son parc de 10 nouveaux véhicules (Heuliez GX 127 et GX 327).
Le 21 mai 2013, la SEMTM et le réseau Le Bus TM a reçu le certificat d'apposition du pictogramme S3A qui certifie que le réseau peut accueillir les personnes handicapées mentales.
Le 29 août 2013, le réseau se voit renforcer avec la création d'une nouvelle ligne (G) et l'arrivée de trois autobus supplémentaires (2 Heuliez GX 117 et un Heuliez GX 327).
Le 27 janvier 2014, le nouveau centre d'exploitation et dépôt de bus de la SEMTM est inauguré à la zone industrielle Albasud, remplaçant l'ancien situé dans la zone industrielle nord devenu vétuste, trop exigu et peu sûr face à l'expansion de la société.
Durant tout le mois d'avril 2015, la SEMTM, par l’intermédiaire de ce réseau, teste un autobus Heuliez GX 337 hybride afin de mesurer les performances globales du véhicule et le coût d'exploitation de ce dernier. Elle opta finalement pour l'achat de ce bus et d'un deuxième du même type cette même année et début 2016.

### Réorganisation totale de 2018
Pour la rentrée 2018, le Bus TM devient TM Transports Montalbanais. Par la même occasion, le réseau est totalement réorganisé : les 7 anciennes lignes sont supprimées, au profit de 9 nouvelles lignes urbaines, désormais numérotées (et non pas par lettres comme c'était le cas avant). Un réseau de lignes péri-urbaines est également mis en service vers les communes de l'agglomération, à travers 19 lignes scolaires ouvertes à tout public. La desserte de Montauban est donc totalement réorganisée, les lignes repensées, dans l'objectif d'améliorer la desserte de l'agglomération. Une nouvelle commune de l'agglomération est également desservie par des lignes régulières : il s'agit de Montbeton, desservie par la ligne 4. La desserte du quartier Fonneuve est également désormais assurée.
Sur les 10 premières semaines de 2019 par rapport à celles de 2018, ce sont 20 000 voyageurs en plus qui ont été transportés par les Transports Montalbanais. Cette augmentation est essentiellement due à l'amélioration de l'offre depuis septembre 2018, mais aussi en moindre mesure à la densification du Grand Montauban. Selon la SEMTM, l'augmentation de la fréquentation est constante depuis la réorganisation de septembre. Des légères retouches ont été effectuées depuis la rentrée, en raison de demandes d'usagers qui voyageaient dans des bus trop pleins aux heures de pointe, ou en raison de correspondances difficiles.

### Importants changements en juillet 2024
- Pour le 8 juillet 2024 les Transports Montalbanais deviennent les Transports du Grand Montauban. L'ajout important de tout ces changement est la possibilité de paiement en carte bancaire, puis des changements aussi du côté des lignes de bus comme les lettres reviennent au remplacement des numéros. La ligne 3, désormais ligne C ne fera que du Bressols Prax Paris (principal pôle intermodale pour les lignes de bus urbaines), qui faisait avant du Bressols Ramierou ce qui lui prenait 40 minutes, et ce sera la ligne 8 désormais ligne H qui remplacera la ligne du C à partir de l'arrêt Garrisson ce qui supprimera l'arrêt Commissariat de l'ancienne ligne 3. Du changements pour la ligne 1 qui est ligne A, qui ne fera plus du Sapiac Ramierou mais du Gare SNCF Ramierou pour une fréquence élevé de 20 minutes entre les fréquents passagers de la Gare SNCF jusqu'à Prax Paris. C'est pour cela que la ligne 4 maintenant ligne D fera Hippodrome à Sapiac. Avant-dernier changement du côté des lignes de bus pour la ligne F (ex ligne 7) qui faisait avant du Birac Prax Paris, elle fera du Birac Montbeton/Pont de l'avenir. Et pour finir côté lignes la ligne G (ex ligne 6), un ajout de deux arrêts qui contourneront le quartier de Sapiac à l'ouest par les arrêts appelé Saulou et 1re Armée.

Avec les changements majeurs des lignes de bus urbaines 2 véhicules seront ajoutés au dépôt, un Heuliez gx 327 et un Heuliez gx 137 pour une fréquence des passages aux arrêts plus fréquents.

## Identité visuelle

### Logo

Logo de 2013 à 2018
Logo de 2018 à 2024
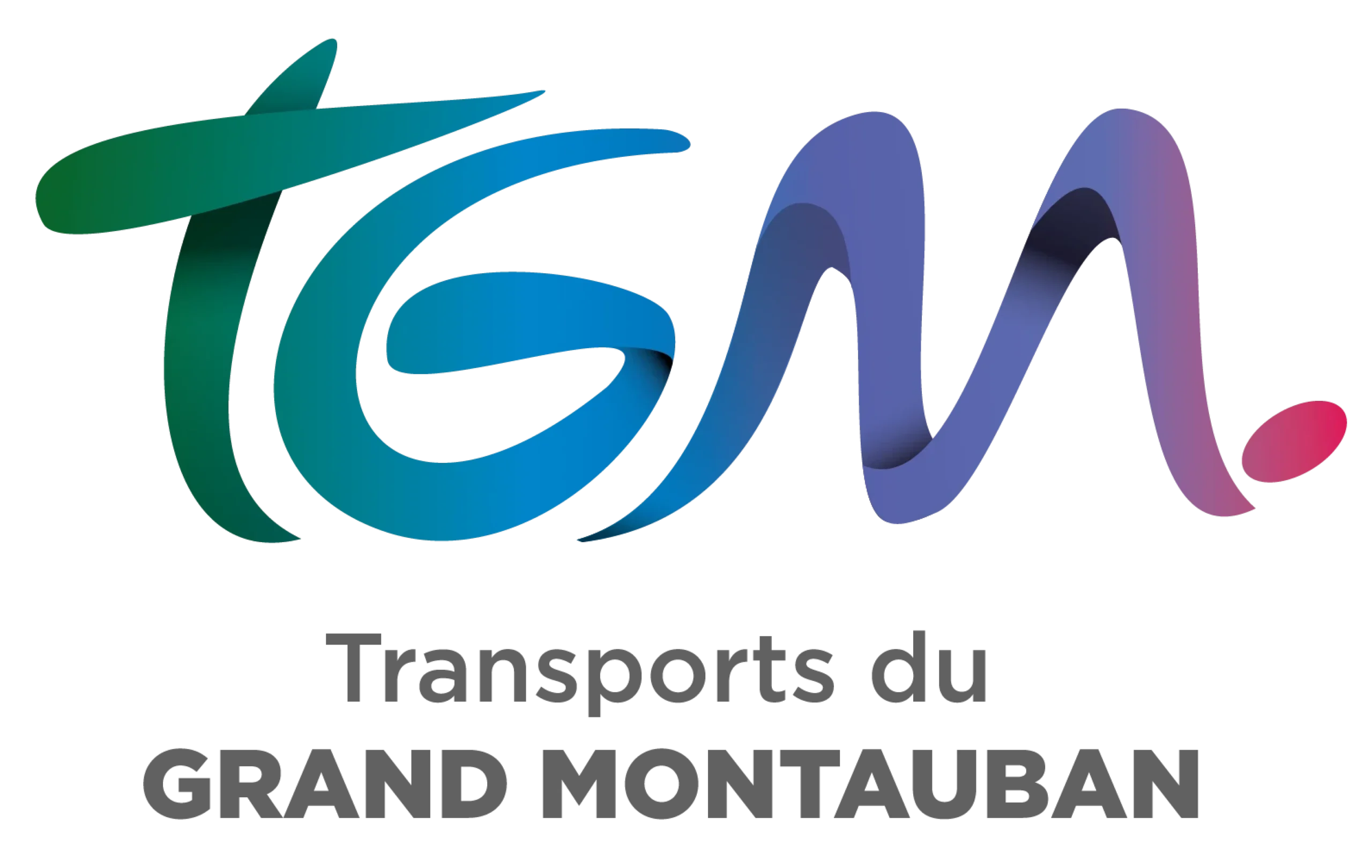
Logo à partir de 2024

### Livrée des véhicules

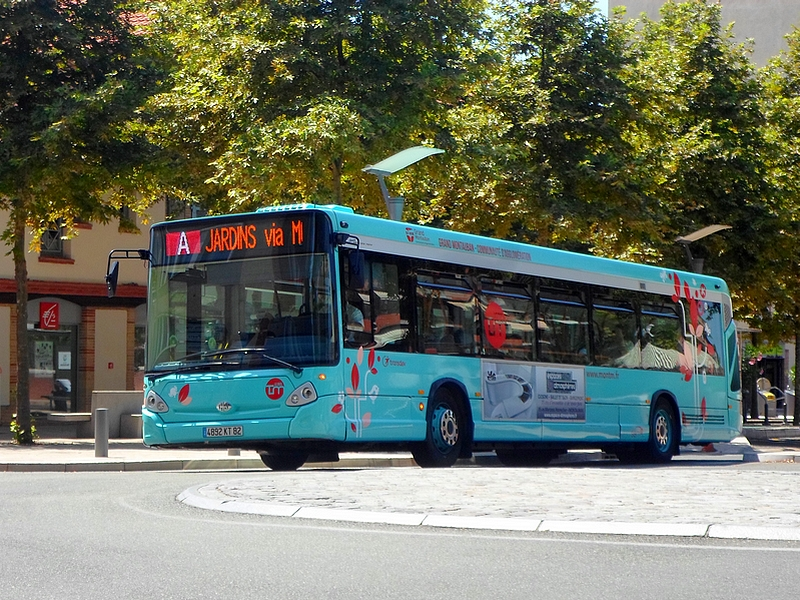
Heuliez GX 137
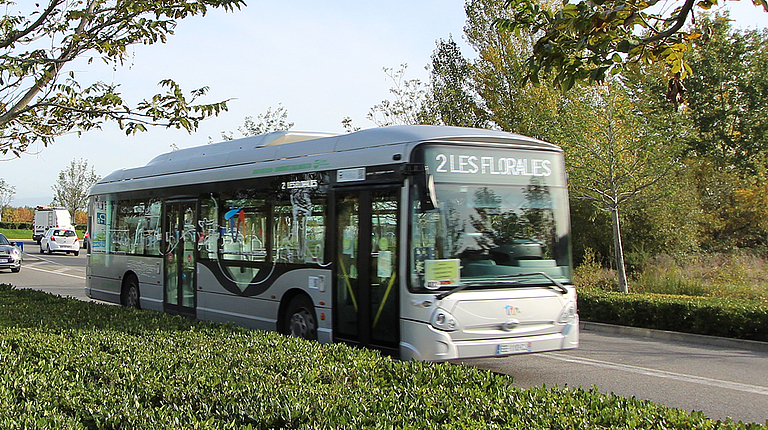
Heuliez GX 327 Hybrid
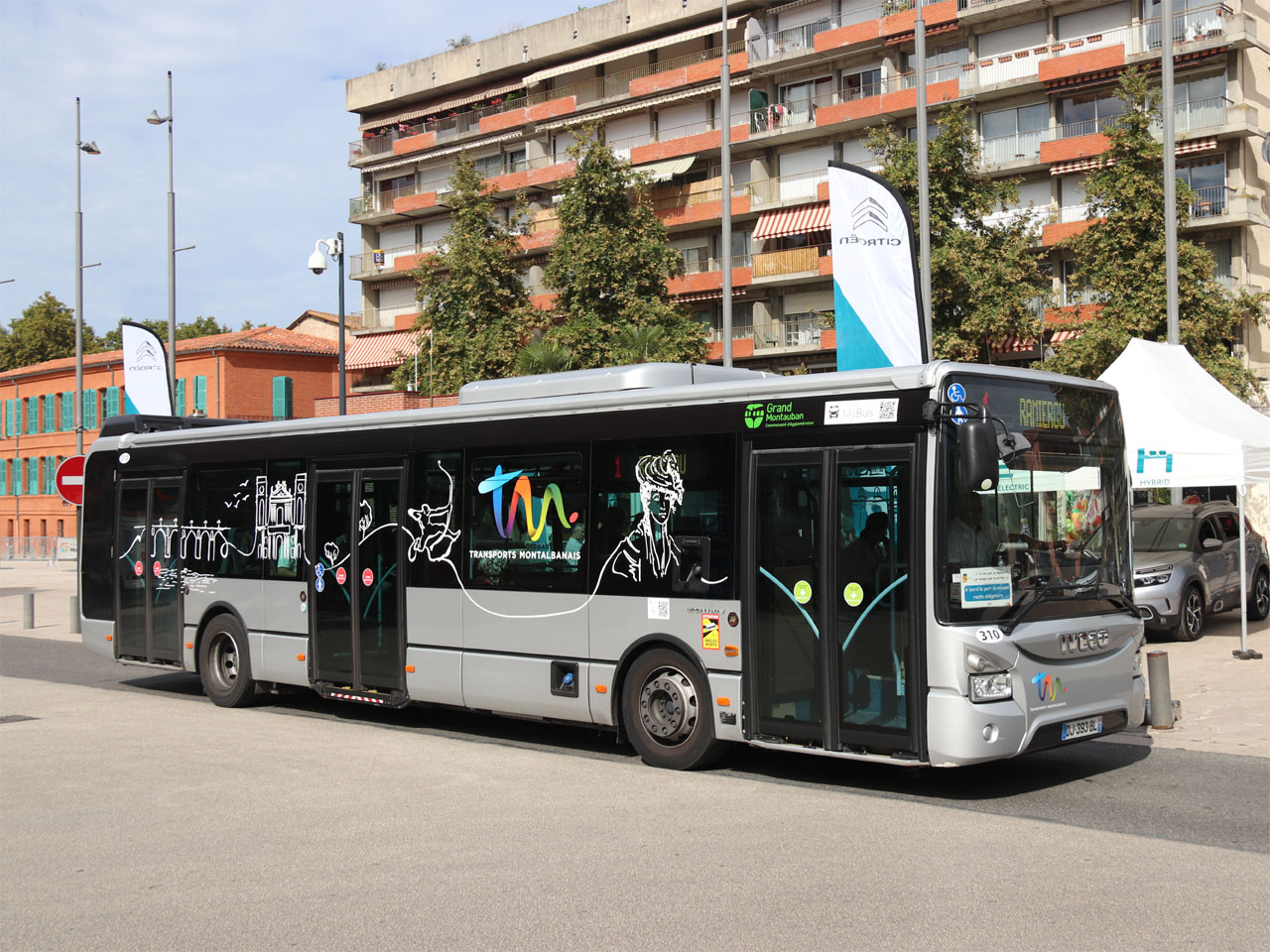
Iveco Urbanway
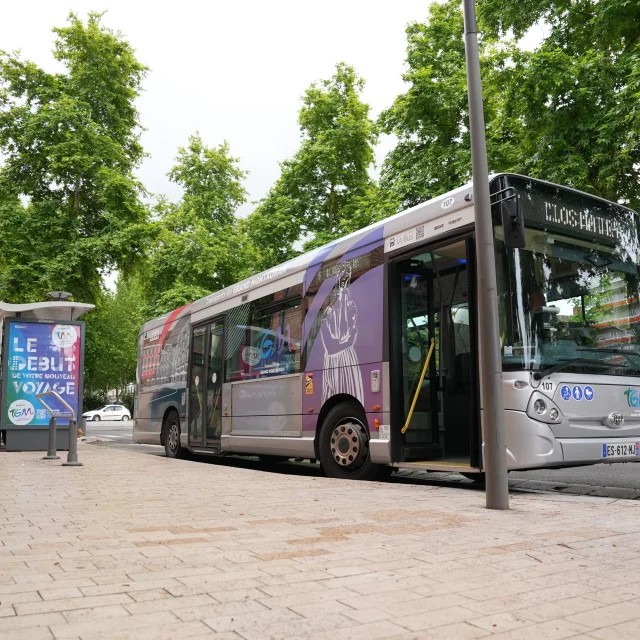
Heuliez GX 137
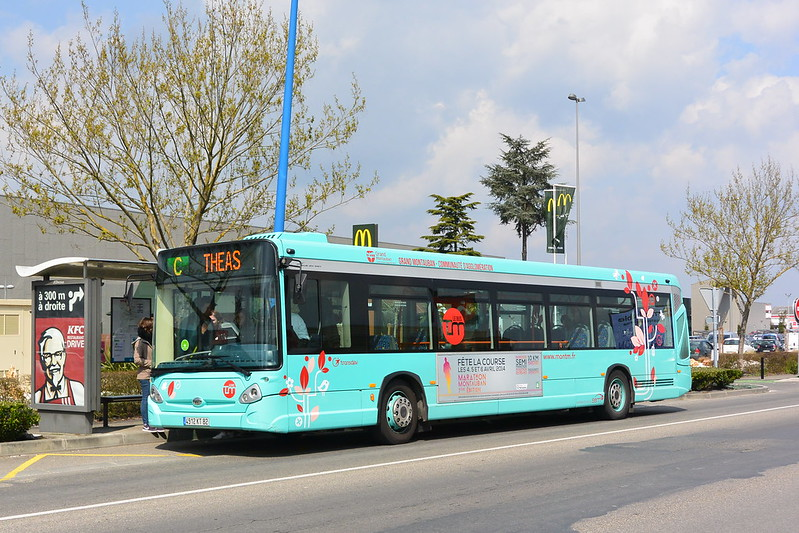
Heuliez GX 327
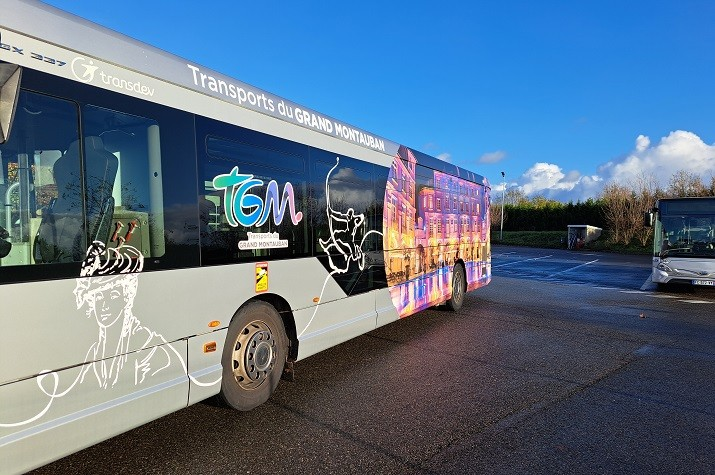
Heuliez GX 337
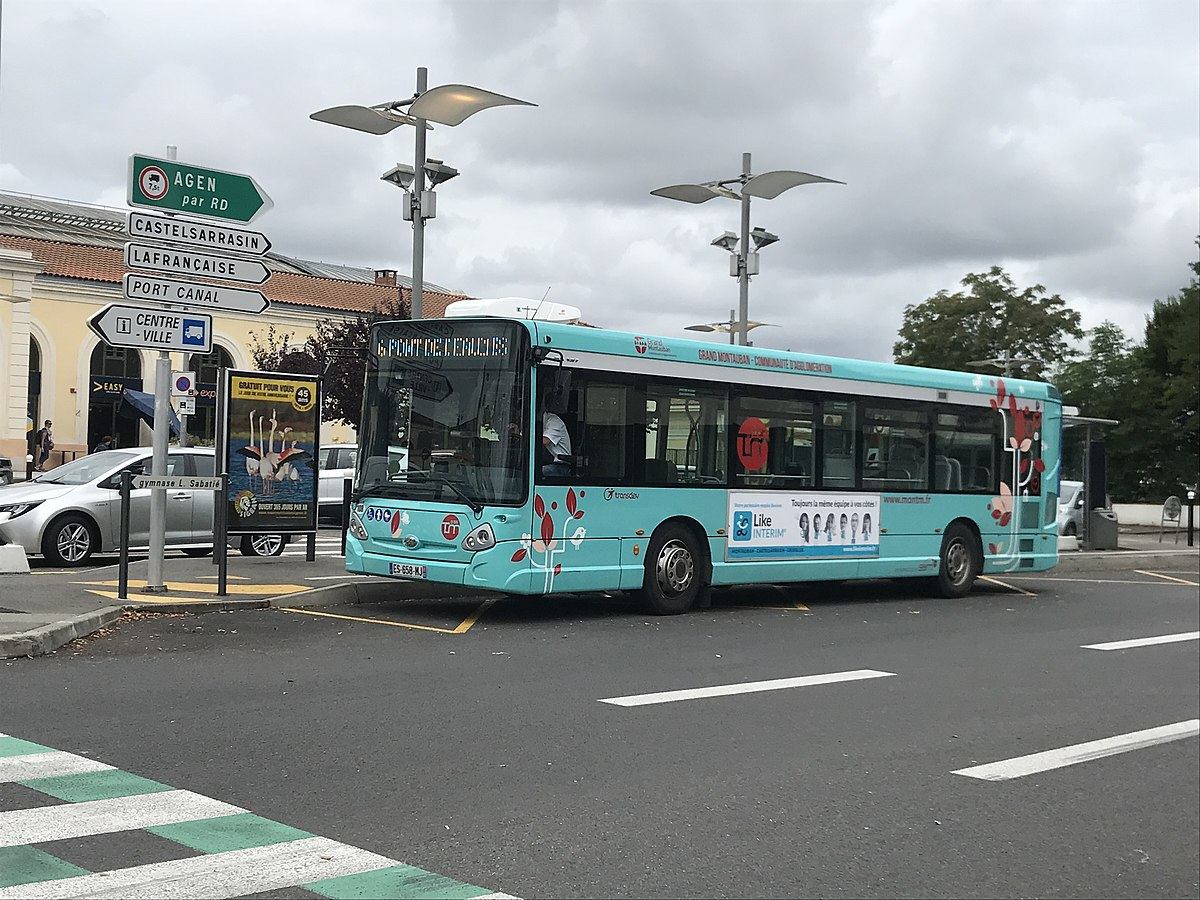
Heuliez GX 137

## Lignes du réseau
Le réseau urbain se compose de 9 lignes urbaines, desservant l'ensemble de la ville de Montauban, ainsi que les communes limitrophes de Bressols et Montbeton. Ces 9 lignes ont été remodelé en juillet 2024 pour faire place au plus importants changements des Transports du Grand Montauban : la carte bancaire.
Ces lignes sont centrées autour de pôles d'échanges, qui sont essentiellement la Place Prax-Paris, la Gare de Montauban-Ville-Bourbon, la gare routière de La Fobio et Jean-Jaurès.
| Ligne | Caractéristiques | Caractéristiques                                   | Caractéristiques                                   | Caractéristiques                                   | Caractéristiques                                                                | Caractéristiques                                   | Caractéristiques                                   | Caractéristiques                                   | Caractéristiques                                   |
| A     | Ramierou < Gare SNCF | Ramierou < Gare SNCF                               | Ramierou < Gare SNCF                               | Ramierou < Gare SNCF                               | Ramierou < Gare SNCF                                                            | Ramierou < Gare SNCF                               | Ramierou < Gare SNCF                               | Ramierou < Gare SNCF                               | Ramierou < Gare SNCF                               |
| A     | Gare SNCF ⥋ Ramierou | Gare SNCF ⥋ Ramierou                               | Gare SNCF ⥋ Ramierou                               | Gare SNCF ⥋ Ramierou                               | Gare SNCF ⥋ Ramierou                                                            | Gare SNCF ⥋ Ramierou                               | Gare SNCF ⥋ Ramierou                               | Gare SNCF ⥋ Ramierou                               | Gare SNCF ⥋ Ramierou                               |
| ----- | --- | -------------------------------------------------- | -------------------------------------------------- | -------------------------------------------------- | ------------------------------------------------------------------------------- | -------------------------------------------------- | -------------------------------------------------- | -------------------------------------------------- | -------------------------------------------------- |
| A     | Ouverture / Fermeture 3 septembre 2018 / — | Longueur 7 km                                      | Durée 25 min                                       | Nb. d’arrêts 19                                    | Matériel Heuliez GX 327, Iveco Urbanway, Heuliez GX 337, Heuliez GX 137         | Jours de fonctionnement L, Ma, Me, J, V, S         | Jour / Soir / Nuit / Fêtes O / N / N / N           | Voy. / an —                                        | Dépôt Albasud                                      |
| A     | Desserte : - Ville et lieux desservis : Montauban (Gare SNCF, Place Lalaque, Place Marty, Pont Vieux, Théâtre, Prax-Paris, Lycée Antoine Bourdelle, La Fobio, Médiathèque, Cité Monplaisir, Ramierou). - Gare desservie : Montauban-Ville-Bourbon. |                                                    |                                                    |                                                    |                                                                                 |                                                    |                                                    |                                                    |                                                    |
| A     | Autre : - Arrêts non accessibles aux UFR : Ruffe ; Lafayette ; Monplaisir ; Bel Air ; Pôle Solidarité ; La Fobio ; Mairie ; Pont Neuf ; Jardin des Plantes ; J. Bouin. - Amplitudes horaires : La ligne circule du lundi au vendredi de 6h25 à 19h50 et le samedi de 6h45 à 19h40. - Date de dernière mise à jour : 29 novembre 2024. |                                                    |                                                    |                                                    |                                                                                 |                                                    |                                                    |                                                    |                                                    |
| A     | Dernière actualisation : — |                                                    |                                                    |                                                    |                                                                                 |                                                    |                                                    |                                                    |                                                    |
| B     | Aussonne < Théas/Les Floralies | Aussonne < Théas/Les Floralies                     | Aussonne < Théas/Les Floralies                     | Aussonne < Théas/Les Floralies                     | Aussonne < Théas/Les Floralies                                                  | Aussonne < Théas/Les Floralies                     | Aussonne < Théas/Les Floralies                     | Aussonne < Théas/Les Floralies                     | Aussonne < Théas/Les Floralies                     |
| B     | Aussonne ⥋ Théas / Les Floralies |                                                    |                                                    |                                                    |                                                                                 |                                                    |                                                    |                                                    |                                                    |
| B     | Ouverture / Fermeture 3 septembre 2018 / — | Longueur 7 km                                      | Durée 25 min                                       | Nb. d’arrêts 23                                    | Matériel Heuliez GX 327, Heuliez GX 327 Hybrid, Iveco Urbanway                  | Jours de fonctionnement L, Ma, Me, J, V, S         | Jour / Soir / Nuit / Fêtes O / N / N / N           | Voy. / an —                                        | Dépôt Albasud                                      |
| B     | Desserte : - Ville et lieux desservis : Montauban (Aussonne, Route de Paris, RN 20, Centre commercial, Futuropôle, Caserne Pomponne, Salle Eurythmie, Piscine Ingréo, Collège Ingres, Université, Lycée Théas, Avenue d'Albi, Les Floralies). - Gare desservie : — |                                                    |                                                    |                                                    |                                                                                 |                                                    |                                                    |                                                    |                                                    |
| B     | Autre : - Arrêts non accessibles aux UFR : Route de Paris ; RN 20 ; Matras ; Voltaire ; Courteline ; Caserne Pomponne ; Piscine ; C.E.S. Ingres ; Université ; H. Gouze ; Av. d'Albi ; Les Floralies. - Amplitudes horaires : La ligne circule du lundi au vendredi de 6h35 à 19h35, et le samedi de 6h50 à 19h35. - Date de dernière mise à jour : 29 novembre 2024. |                                                    |                                                    |                                                    |                                                                                 |                                                    |                                                    |                                                    |                                                    |
| B     | Dernière actualisation : — |                                                    |                                                    |                                                    |                                                                                 |                                                    |                                                    |                                                    |                                                    |
| C     | Bressols < Prax Paris | Bressols < Prax Paris                              | Bressols < Prax Paris                              | Bressols < Prax Paris                              | Bressols < Prax Paris                                                           | Bressols < Prax Paris                              | Bressols < Prax Paris                              | Bressols < Prax Paris                              | Bressols < Prax Paris                              |
| C     | Bressols ⥋ Prax Paris |                                                    |                                                    |                                                    |                                                                                 |                                                    |                                                    |                                                    |                                                    |
| C     | Ouverture / Fermeture 3 septembre 2018 / — | Longueur 9 km                                      | Durée 31 min                                       | Nb. d’arrêts 25                                    | Matériel Heuliez GX 337, Heuliez GX 327, Heuliez GX 327                         | Jours de fonctionnement L, Ma, Me, J, V, S         | Jour / Soir / Nuit / Fêtes O / N / N / N           | Voy. / an —                                        | Dépôt Albasud                                      |
| C     | Desserte : - Villes et lieux desservis : Prax-Paris, Théâtre, Pont Vieux, Jean-Jaurès, Gare, Avenue de Toulouse, Avenue de Montech, Pôle Emploi, Avenue de l'Europe, Albasud), Bressols (Centre-Ville). - Gare desservie : Montauban-Ville-Bourbon. |                                                    |                                                    |                                                    |                                                                                 |                                                    |                                                    |                                                    |                                                    |
| C     | Autre : - Arrêts non accessibles aux UFR : Théâtre ; La Hire ; Quai Poult ; Avenue de Toulouse ; Avenue de Montech ; Le Tarn ; Pôle Emploi ; Allemagne ; Belgique ; Caf ; Les Cèdres ; Bressols Campagnoles ; Bressols Centre Ville. - Amplitudes horaires : La ligne circule du lundi au samedi de 6h40 à 20h00. - Date de dernière mise à jour : 29 novembre 2024. |                                                    |                                                    |                                                    |                                                                                 |                                                    |                                                    |                                                    |                                                    |
| C     | Dernière actualisation : — |                                                    |                                                    |                                                    |                                                                                 |                                                    |                                                    |                                                    |                                                    |
| D     | Hippodrome < Sapiac | Hippodrome < Sapiac                                | Hippodrome < Sapiac                                | Hippodrome < Sapiac                                | Hippodrome < Sapiac                                                             | Hippodrome < Sapiac                                | Hippodrome < Sapiac                                | Hippodrome < Sapiac                                | Hippodrome < Sapiac                                |
| D     | Pont de Béart ⥋ Sapiac |                                                    |                                                    |                                                    |                                                                                 |                                                    |                                                    |                                                    |                                                    |
| D     | Ouverture / Fermeture 3 septembre 2018 / — | Longueur 11 km                                     | Durée 35 min                                       | Nb. d’arrêts 32                                    | Matériel Heuliez GX 137, Heuliez GX 327                                         | Jours de fonctionnement L, Ma, Me, J, V, S         | Jour / Soir / Nuit / Fêtes O / N / N / N           | Voy. / an —                                        | Dépôt Albasud                                      |
| D     | Desserte : - Villes et lieux desservis : Montauban (Hippodrome, Résidence Lassalle, Collège Azana, Hôpital, Prax-Paris, Place Marty, Place Lalaque, Gare, (Centre Commercial, Mairie, Place Alibert). - Gare desservie : Montauban-Ville-Bourbon. |                                                    |                                                    |                                                    |                                                                                 |                                                    |                                                    |                                                    |                                                    |
| D     | Autre : - Arrêts non accessibles aux UFR : Pont de Béart ; Chemin Blazy ; Les Allègres ; Ecole Verte ; Résidence Lassalle ; Chemin Lassalle ; Route de l'Aveyron ; Collège Azaña ; M. Cerden ; Plaisance ; H. Tournié ; La Tour ; Issanchou ; Arsenal ; 3 Pigeons ; L. Cladel ; Le Rond ; Mairie ; A. Briand ; Route de Castelsarrasin ; Pont de l'Avenir ; Gasseras ; Coulandrières ; Montbeton Centre Commercial ; Montbeton Mairie ; Montbeton Place Alibert. - Amplitudes horaires : La ligne circule du lundi au samedi de 6h25 à 19h40. - Date de dernière mise à jour : 29 novembre 2024. |                                                    |                                                    |                                                    |                                                                                 |                                                    |                                                    |                                                    |                                                    |
| D     | Dernière actualisation : — |                                                    |                                                    |                                                    |                                                                                 |                                                    |                                                    |                                                    |                                                    |
| E     | Lycée Agricole Capou < Canteloube | Lycée Agricole Capou < Canteloube                  | Lycée Agricole Capou < Canteloube                  | Lycée Agricole Capou < Canteloube                  | Lycée Agricole Capou < Canteloube                                               | Lycée Agricole Capou < Canteloube                  | Lycée Agricole Capou < Canteloube                  | Lycée Agricole Capou < Canteloube                  | Lycée Agricole Capou < Canteloube                  |
| E     | Lycée Agricole Capou ⥋ Canteloube |                                                    |                                                    |                                                    |                                                                                 |                                                    |                                                    |                                                    |                                                    |
| E     | Ouverture / Fermeture 3 septembre 2018 / — | Longueur —                                         | Durée 30 min                                       | Nb. d’arrêts 30                                    | Matériel Heuliez GX 327, Heuliez GX 327 Hybrid, Heuliez GX 137, MAN Lion's City | Jours de fonctionnement L, Ma, Me, J, V, S         | Jour / Soir / Nuit / Fêtes O / N / N / N           | Voy. / an —                                        | Dépôt Albasud                                      |
| E     | Desserte : - Ville et lieux desservis : Montauban (Lycée Capou, Chemin de Capou, Cours Foucault, Hôpital, Le Rond, Place Prax-Paris, Préfecture, Faubourg du Moustier, Collège Ingres, Cité de l'Agriculture, Clinique du Pont de Chaume, Clos Maury). - Gare desservie : — |                                                    |                                                    |                                                    |                                                                                 |                                                    |                                                    |                                                    |                                                    |
| E     | Autre : - Arrêts non accessibles aux UFR : Dom. de Forest ; Chemin de Capou ; Chemin de la Margue ; Stand de Tir ; Route de Bordeaux ; Frs. Poncelet ; 3 Pigeons ; L. Cladel ; Le Rond ; Allées Mortarieu ; Faubourg du Moustier ; C.E.S. Ingres ; Charles de Gaulle ; Cité de l'Agriculture ; Pont de Chaume Clinique ; Chemin des Bouzouls ; Beauregard ; Clos Maury. - Amplitudes horaires : La ligne circule du lundi au vendredi de 7h15 à 19h40 et le samedi de 6h55 à 19h30. - Date de dernière mise à jour : 29 novembre 2024.                                                           |                                                    |                                                    |                                                    |                                                                                 |                                                    |                                                    |                                                    |                                                    |
| E     | Dernière actualisation : — |                                                    |                                                    |                                                    |                                                                                 |                                                    |                                                    |                                                    |                                                    |
| G     | Gare SNCF < Pont de Chaume P+R | Gare SNCF < Pont de Chaume P+R                     | Gare SNCF < Pont de Chaume P+R                     | Gare SNCF < Pont de Chaume P+R                     | Gare SNCF < Pont de Chaume P+R                                                  | Gare SNCF < Pont de Chaume P+R                     | Gare SNCF < Pont de Chaume P+R                     | Gare SNCF < Pont de Chaume P+R                     | Gare SNCF < Pont de Chaume P+R                     |
| G     | Gare SNCF ⥋ Pont de Chaume P+R |                                                    |                                                    |                                                    |                                                                                 |                                                    |                                                    |                                                    |                                                    |
| G     | Ouverture / Fermeture 3 septembre 2018 / — | Longueur —                                         | Durée 25 min                                       | Nb. d’arrêts 24                                    | Matériel Heuliez GX 137, Heuliez GX 327, MAN Lion's City                        | Jours de fonctionnement L, Ma, Me, J, V, S         | Jour / Soir / Nuit / Fêtes O / N / N / N           | Voy. / an —                                        | Dépôt Albasud                                      |
| G     | Desserte : - Ville et lieux desservis : Montauban (Gare SNCF, Jean Jaurès, Pont Neuf, Jardin des Plantes, Bagatelle, Lycée Théas, Beausoleil, Latécoère, Université, Collège Ingres, Piscine, Lycée Antoine-Bourdelle, La Fobio, Cité de l'Agriculture, Pont de Chaume Clinique, Pont de Chaume P+R). - Gare desservie : Montauban-Ville-Bourbon. |                                                    |                                                    |                                                    |                                                                                 |                                                    |                                                    |                                                    |                                                    |
| G     | Autre : - Arrêts non accessibles aux UFR : Pont Neuf ; Jardin des Plantes ; J. Bouin ; H. Gouze ; R. Garros ; Beausoleil-Bas ; Latécoère ; Les Oiseaux ; Beausoleil Haut ; Passage Lapierre ; Université ; C.E.S. Ingres ; Piscine ; Charles de Gaulle ; Cité de l'Agriculture ; Pont de Chaume Clinique. - Amplitudes horaires : La ligne circule du lundi au vendredi de 6h45 à 19h50, et le samedi de 7h20 à 19h15. - Date de dernière mise à jour : 29 novembre 2024. |                                                    |                                                    |                                                    |                                                                                 |                                                    |                                                    |                                                    |                                                    |
| G     | Dernière actualisation : — |                                                    |                                                    |                                                    |                                                                                 |                                                    |                                                    |                                                    |                                                    |
| F     | Birac < Pont de l'Avenir / Montbeton Place Alibert | Birac < Pont de l'Avenir / Montbeton Place Alibert | Birac < Pont de l'Avenir / Montbeton Place Alibert | Birac < Pont de l'Avenir / Montbeton Place Alibert | Birac < Pont de l'Avenir / Montbeton Place Alibert                              | Birac < Pont de l'Avenir / Montbeton Place Alibert | Birac < Pont de l'Avenir / Montbeton Place Alibert | Birac < Pont de l'Avenir / Montbeton Place Alibert | Birac < Pont de l'Avenir / Montbeton Place Alibert |
| F     | Birac ⥋ Pont de l'Avenir / Montbeton Place Alibert |                                                    |                                                    |                                                    |                                                                                 |                                                    |                                                    |                                                    |                                                    |
| F     | Ouverture / Fermeture 3 septembre 2018 / — | Longueur —                                         | Durée 40 min                                       | Nb. d’arrêts 35                                    | Matériel Heuliez GX 327, Heuliez GX 137                                         | Jours de fonctionnement L, Ma, Me, J, V, S         | Jour / Soir / Nuit / Fêtes O / N / N / N           | Voy. / an —                                        | Dépôt Albasud                                      |
| F     | Desserte : - Villes et lieux desservis : Montauban (Chemin Birac, Ecole Birac, Birac, Chantilly, Collège Azana, Croix de Pomponne, Le Rond, Place Prax-Paris). - Gare desservie : — |                                                    |                                                    |                                                    |                                                                                 |                                                    |                                                    |                                                    |                                                    |
| F     | Autre : - Arrêts non accessibles aux UFR : Chemin Birac ; Chemin Fustié ; Ecole Birac ; Birac ; Ch. de Gatille ; Philippou ; Chantilly ; Karl Marx ; Cos ; Ardus ; Collège Azaña ; Croix de Pomponne ; 11e R.I. ; Guibert ; 3 Pigeons ; L. Cladel ; Le Rond. - Amplitudes horaires : La ligne circule du lundi au samedi de 6h50 à 19h35. - Date de dernière mise à jour : 29 novembre 2024. |                                                    |                                                    |                                                    |                                                                                 |                                                    |                                                    |                                                    |                                                    |
| F     | Dernière actualisation : — |                                                    |                                                    |                                                    |                                                                                 |                                                    |                                                    |                                                    |                                                    |
| H     | Fonneuve < Ramierou | Fonneuve < Ramierou                                | Fonneuve < Ramierou                                | Fonneuve < Ramierou                                | Fonneuve < Ramierou                                                             | Fonneuve < Ramierou                                | Fonneuve < Ramierou                                | Fonneuve < Ramierou                                | Fonneuve < Ramierou                                |
| H     | Fonneuve Centre ⥋ Ramierou |                                                    |                                                    |                                                    |                                                                                 |                                                    |                                                    |                                                    |                                                    |
| H     | Ouverture / Fermeture 3 septembre 2018 / — | Longueur —                                         | Durée 30 min                                       | Nb. d’arrêts 36                                    | Matériel Heuliez GX 327, Heuliez GX 137, Heuliez GX 337, MAN Lion's City        | Jours de fonctionnement L, Ma, Me, J, V, S         | Jour / Soir / Nuit / Fêtes O / N / N / N           | Voy. / an —                                        | Dépôt Albasud                                      |
| H     | Desserte : - Villes et lieux desservis : Montauban (Fonneuve-Centre, Vitarelle, Ecole Jean Moulin, Avenue de Fonneuve, Caserne Pomponne, Salle Eurythmie, Le Rond, Lycée Antoine-Bourdelle, La Fobio, Ramierou). - Gare desservie : — |                                                    |                                                    |                                                    |                                                                                 |                                                    |                                                    |                                                    |                                                    |
| H     | Autre : - Arrêts non accessibles aux UFR : Larroque ; Mimosas ; Coquelicots ; Granès ; Frayé ; Vitarelle ; Treillou ; Ecole J. Moulin ; B. Franklin ; Pater ; Avenue de Fonneuve ; H. Panassié ; Caserne Pomponne ; Le Rond ; La Fobio ; Forestié ; Bel Air ; Monplaisir. - Amplitudes horaires : La ligne circule du lundi au samedi de 6h55 à 19h20. - Particularités : La ligne est prolongée jusqu'au Collège Olympe de Gouges à certains services en semaine pour assurer la desserte scolaire. - Date de dernière mise à jour : 29 novembre 2024.                                          |                                                    |                                                    |                                                    |                                                                                 |                                                    |                                                    |                                                    |                                                    |
| H     | Dernière actualisation : — |                                                    |                                                    |                                                    |                                                                                 |                                                    |                                                    |                                                    |                                                    |
| M     | Marché | Marché                                             | Marché                                             | Marché                                             | Marché                                                                          | Marché                                             | Marché                                             | Marché                                             | Marché                                             |
| M     | H. Marre Marché ⥋ Parking Eurythmie |                                                    |                                                    |                                                    |                                                                                 |                                                    |                                                    |                                                    |                                                    |
| M     | Ouverture / Fermeture 3 septembre 2018 / — | Longueur —                                         | Durée 5-10 min                                     | Nb. d’arrêts 10                                    | Matériel Heuliez GX 137                                                         | Jours de fonctionnement S                          | Jour / Soir / Nuit / Fêtes O / N / N / N           | Voy. / an —                                        | Dépôt Albasud                                      |
| M     | Desserte : - Ville et lieux desservis : Montauban (Salle Eurythmie, Le Rond, Piscine, Collège Ingres, Marché, Préfecture, Place Prax-Paris). - Gare desservie : — |                                                    |                                                    |                                                    |                                                                                 |                                                    |                                                    |                                                    |                                                    |
| M     | Autre : - Amplitudes horaires : La ligne circule le samedi de 7h55 à 13h. - Particularités : - La ligne ne circule que le samedi matin pour desservir le marché de Montauban. - Elle possède une tarification spéciale, à 0,60 € l'aller-retour. - Date de dernière mise à jour : 29 novembre 2024. |                                                    |                                                    |                                                    |                                                                                 |                                                    |                                                    |                                                    |                                                    |
| M     | Dernière actualisation : — |                                                    |                                                    |                                                    |                                                                                 |                                                    |                                                    |                                                    |                                                    |

### Anciennes lignes régulières
Ces lignes ont toutes fermé au 3 septembre 2018, pour laisser la place à 9 nouvelles lignes régulières.

### Communes desservies
Ces listes présentent les communes desservies par le réseau des Bus TM.
- Montauban ;
- Bressols ;
- Montbeton.

### Pôles d'échanges
Le réseau des Transports Montalbanais compte de nombreux pôles d'échanges, permettant des correspondances entre les lignes. Les principaux pôles d'échanges sont :
| Nom               | Lignes urbaines | Lignes périurbaines + TAD     | Autres                                  |
| ----------------- | --------------- | ----------------------------- | --------------------------------------- |
| Prax-Paris        | A B C D F E H M |                               | liO : 848933                            |
| Gare de Montauban | A C F G         | TAD Zone 1 TAD Zone 2         | TER Occitanie TGV liO : 203721803848933 |
| La Fobio          | A G             | 31 32 33 34 41 42 43 44 45 46 | Navettes liO : 721801803                |
| Jean-Jaurès       | C F G           | 21 22 23 24 25 26 27 28       | liO : 803                               |

### Parc relais
Le réseau montalbanais compte 6 parcs relais, répartis sur l'ensemble du territoire de la ville. Ils sont situés au niveau de la zone d'activités Aussonne, la salle Eurythmie, le Pont de Chaume, Albasud, le Quai Poult et le Pont de l'Avenir. Ils ont pour but de rabattre les usagers de la voiture vers le réseau de transports, mais aussi de favoriser le covoiturage. Cependant, certains parkings peinent à se remplir, en raison des habitudes des habitants de l'agglomération, qui privilégient l'usage de la voiture individuelle.

## Exploitation

### Matériel roulant
Le matériel roulant des Transports du Grand Montauban est composé de 21 bus dont voici les modèles :
- 1 Heuliez GX 117 souvent placé en bus de renfort
- 4 Iveco Urbanway 3 portes
- 5 Heuliez GX 127 L
- 1 Heuliez GX 137
- 7 Heuliez GX 327 (dont 2 véhicules hybrides à 3 portes)
- 3 Heuliez GX 337 (dont 2 à 3 portes)
- 2 Man Lion's City (standard 2 portes)

### Dépôt
Le nouveau dépôt, inauguré en 2014, se situe au niveau de la zone industrielle Albasud, au sud de Montauban. Il s'étend sur 11 000 m2 de garages, parkings et bureaux.

### Tarification et financement
Le système de billettique fonctionne:
- Au moyen d'une puce électronique, carte de bus avec abonnement sur 1 an, 1 mois ou une carte 10 voyages renouvelable
- QR code de ticket de bus imprimer par le chauffeur à bord du bus valable 1 heure pour correspondance
- Grâce à une carte bancaire
- Les enfants de moins de 4 ans voyagent gratuitement sur le réseau à condition d'être accompagnés.
- Des dépositaires dans Montauban et le Grand-Montauban (commerces), sont habilités à vendre des tickets de bus 10 voyages.

Avec la modification totale du réseau en septembre 2018, la grille tarifaire est partiellement refondée. La gratuité complète est supprimée et les réductions appliquées aux abonnements dépendent désormais du quotient familial, et non plus de la situation sociale. Les prix varient aussi en fonction de l'âge et de la ligne utilisée (ligne régulière, ligne 9 ou transport pour les personnes à mobilité réduite). Pour les personnes à mobilité réduite, les tarifs classiques s'appliquent. Une adhésion annuelle de 10 € est cependant nécessaire en plus du paiement d'un ticket classique.
| Tickets ou cartes                       | Prix       | Âges limites ou conditions                    |
| --------------------------------------- | ---------- | --------------------------------------------- |
| Ticket Unité                            | 1,20 €     | Tout âge.                                     |
| Ticket Groupe (à partir de 8 personnes) | 0,65 €     | Tout âge.                                     |
| Ticket 10 voyages                       | 9,00 €     | Tout âge.                                     |
| Carte annuelle (voyages illimités)      | 60 à 120 € | 4-25 ans (dépend du quotient familial).       |
| Carte annuelle (voyages illimités)      | 72 à 275 € | 26-64 ans (dépend du quotient familial).      |
| Carte annuelle (voyages illimités)      | 65 à 130 € | 64 ans et plus (dépend du quotient familial). |
| Carte mensuelle                         | 12 €       | 4-25 ans                                      |
| Carte mensuelle                         | 29 €       | 26-64 ans                                     |
| Carte mensuelle                         | 14 €       | 64 ans et plus                                |
| Ticket Unité navette marché (Ligne 9)   | 0,60 €     | Tout âge.                                     |
| Adhésion annuelle PMR                   | 10,00 €    |                                               |
| Accompagnateur PMR                      | 0,50 €     |                                               |

À l'inverse du réseau voisin Tisséo, en place dans l'agglomération toulousaine, il n'existe aucun billet intermodal. Ainsi, il est impossible sur le réseau des Transports du Grand Montauban d'utiliser le même titre de transports que sur les TER Occitanie ou les Lignes intermodales d'Occitanie. L'interconnexion entre ces réseaux entraîne donc un surcoût important pour l'usager, et limite les possibilités de correspondances entre les réseaux, les horaires ne favorisant pas les correspondances. Cependant, la région Occitanie a marqué dernièrement la volonté de créer un billet multimodal à l'horizon 2020, entre les trains, autocars, métro, tramway ou encore bus desservant l'ensemble du territoire.

## Projets de développement
Avec le renouvellement de sa délégation de service public valable jusqu'à la fin de l'année 2022, la SEMTM et le réseau des Transports du Grand Montauban prévoient de s'améliorer sur différents points :
- diminution de l'émission des gaz à effet de serre ;
- renforcement de la sécurité des voyageurs ;
- renouvellement régulier du parc d'autobus ;
- extension des services existants sur le secteur péri-urbain ;
- mise en place de nouveaux parkings relais ;
- création d'axes de transport en commun en site propre.
- amélioration de la fréquence des bus

### Gare routière
La région Occitanie évoque, en 2018, le projet de créer une gare routière au niveau de la gare de Montauban-Ville-Bourbon. En effet, cette dernière est desservie par 3 lignes du réseau régional liO, menant vers Castelsarrasin, Auch et Saint-Sulpice-la-Pointe. De plus, la gare est desservie par 3 lignes régulières des Transports du Grand Montauban, soit un bus toutes les 10 minutes. Le projet est donc actuellement sérieusement étudié.

## Impact socio-économique

### Trafic
En 2017, le réseau montalbanais a enregistré 2,2 millions de validations, dont 700 000 scolaires et 1,5 million d'autres clients. Ce chiffre est en progression de 2,3 % par rapport à 2016.
| 2014      | 2017      |
| --------- | --------- |
| 1 500 000 | 2 200 000 |